# 三九式輜重車
三九式輜重車(さんきゅうしきしちょうしゃ)とは輜重兵が弾丸・食糧などの物資を運搬するために使用する馬一頭で曳く木造の荷馬車である。
三六式輜重車の改良型として開発され、第二次世界大戦の敗戦による日本軍解体まで使用された。甲と乙の二種類がある。
諸元
- 全長3.517m
- 車輪中径1.2m
- 空車重量157.5kg
- 全備重量370kg
- 行進速度4.5km

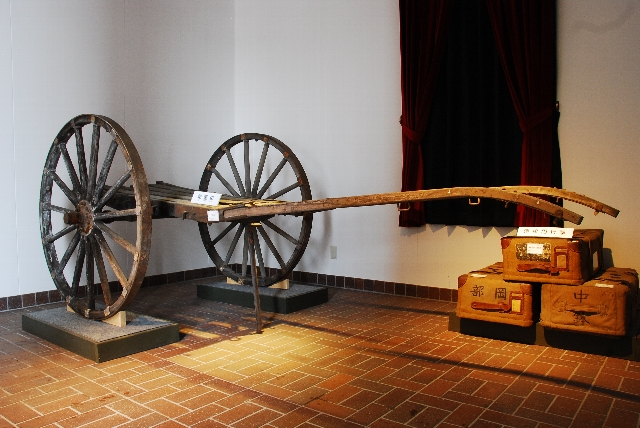
写真提供「陸上自衛隊　北鎮記念館」
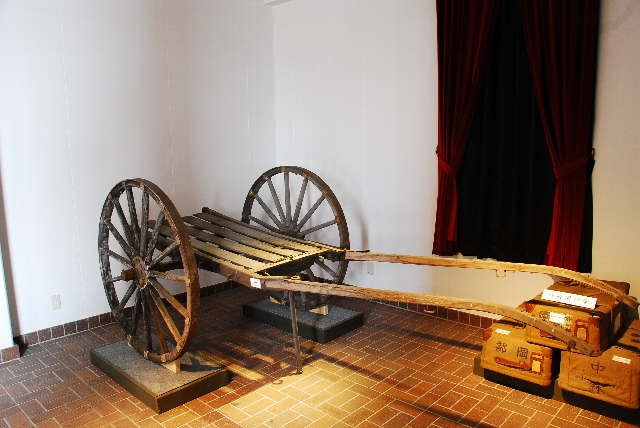
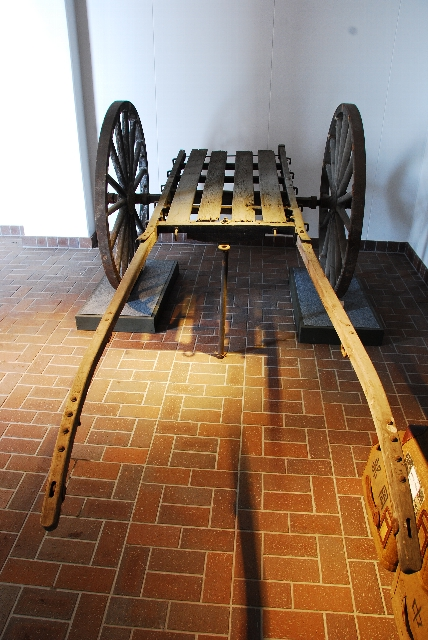
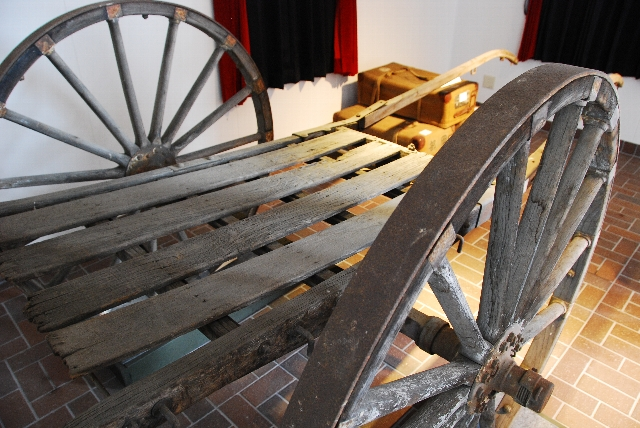
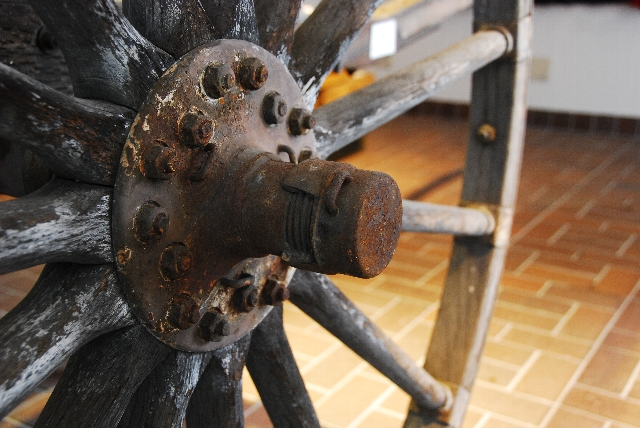